# Island Park, New York
Island Park är en ort i södra Nassau County i delstaten New York, USA. Orten hade 4 928 invånare vid folkräkningen 2020.